# Villanova Tulo
Villanova Tulo (en sard, Biddanoa Tulu) és un municipi italià, dins de la província de Sardenya del Sud. L'any 2007 tenia 1.208 habitants. Es troba a la regió de Sarcidano. Limita amb els municipis de Gadoni (NU), Isili, Laconi (OR), Nurri, Sadali i Seulo. Després de la nova divisió administrativa de Sardenya de 2001 fou transferit a la província de Nuoro, després a la província del Medio Campidano i finalment a la de Càller.

## Administració
| Període | Identitat          | Partit        |
| ------- | ------------------ | ------------- |
| 2006-   | Lai Andrea Stefano | Llista cívica |

## Personatges il·lustres
- Benvenuto Lobina, poeta futurista